# 原章
原 章（はら あきら、1937年12月6日 - ）は、日本の経営者。福岡放送社長、会長を務めた。

## 経歴
神奈川県出身。1961年に早稲田大学第一政治経済学部を卒業し、同年に日本テレビ放送網に入社。
日本テレビ入社後はスポーツ中継を担当し、特に日本プロレスの中継番組『三菱ダイヤモンド・アワー・プロレス中継』、全日本プロレスの中継番組『全日本プロレス中継』のディレクター・プロデューサーを務めた。その縁でプロレスラーたちとの深い交流があり、特にアントニオ猪木とは昵懇の仲であった。
1997年6月に取締役に就任し、2001年6月に常務を経て、2005年6月から2011年6月までに福岡放送社長を務めた。
2012年4月に旭日中綬章を受章した。